# Rustrèu
Rustrèu (en francès Rustrel) és un municipi francès situat al departament de Valclusa i a la regió de Provença – Alps – Costa Blava.
Poble estès al peu de 2 pujols, prop d'Ate. Les seves pedreres d'ocre a cel obert li han donat el sobrenom del Colorado provençal.

## Demografia
| 1962                                       | 1968 | 1975 | 1982 | 1990 | 1999 | 2006 | 2012 |
| ------------------------------------------ | ---- | ---- | ---- | ---- | ---- | ---- | ---- |
| 268                                        | 375  | 393  | 540  | 636  | 614  | 655  | 753  |
| Des de 1962: població sense dobles comptes |      |      |      |      |      |      |      |

## Administració
| Període   | Identitat        | Partit |
| --------- | ---------------- | ------ |
| 2001-2008 | Pierre Rimele    | UMP    |
| 2008-2014 | Roger Fenouil    | PS     |
| 2014-     | Pierre Tartanson |        |